# Derris seorsa
Derris seorsa är en ärtväxtart som beskrevs av James Francis Macbride. Derris seorsa ingår i släktet Derris och familjen ärtväxter. Inga underarter finns listade i Catalogue of Life.